# Reverendo Savvatiy

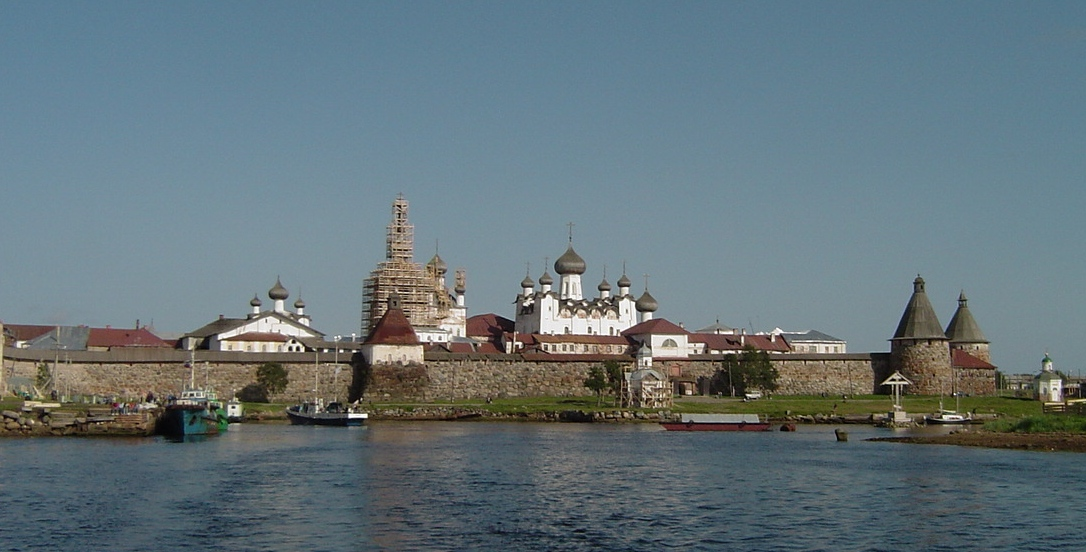
Monasterio de Solovetsky fundado por el Reverendo Savvatiy, en las Islas Solovetsky, en Lago Solovkí (foto en 2004).

El Reverendo Savvatiy (?-27 de septiembre de 1435) fue uno de los fundadores del Monasterio de Solovetsky. Savvatiy fue un monje en el Monasterio Kirillo-Belozersky. Una vez, oyó hablar de Monasterio de Valaam en el lago Ládoga y sus monjes, que había estado dirigiendo un estilo de vida austero. El quería estar solo y se fue a una isla del Mar Blanco, allí murió y se construyó el Monasterio Savvatiy en su honor.